# Champs-Bruley-Friedhof

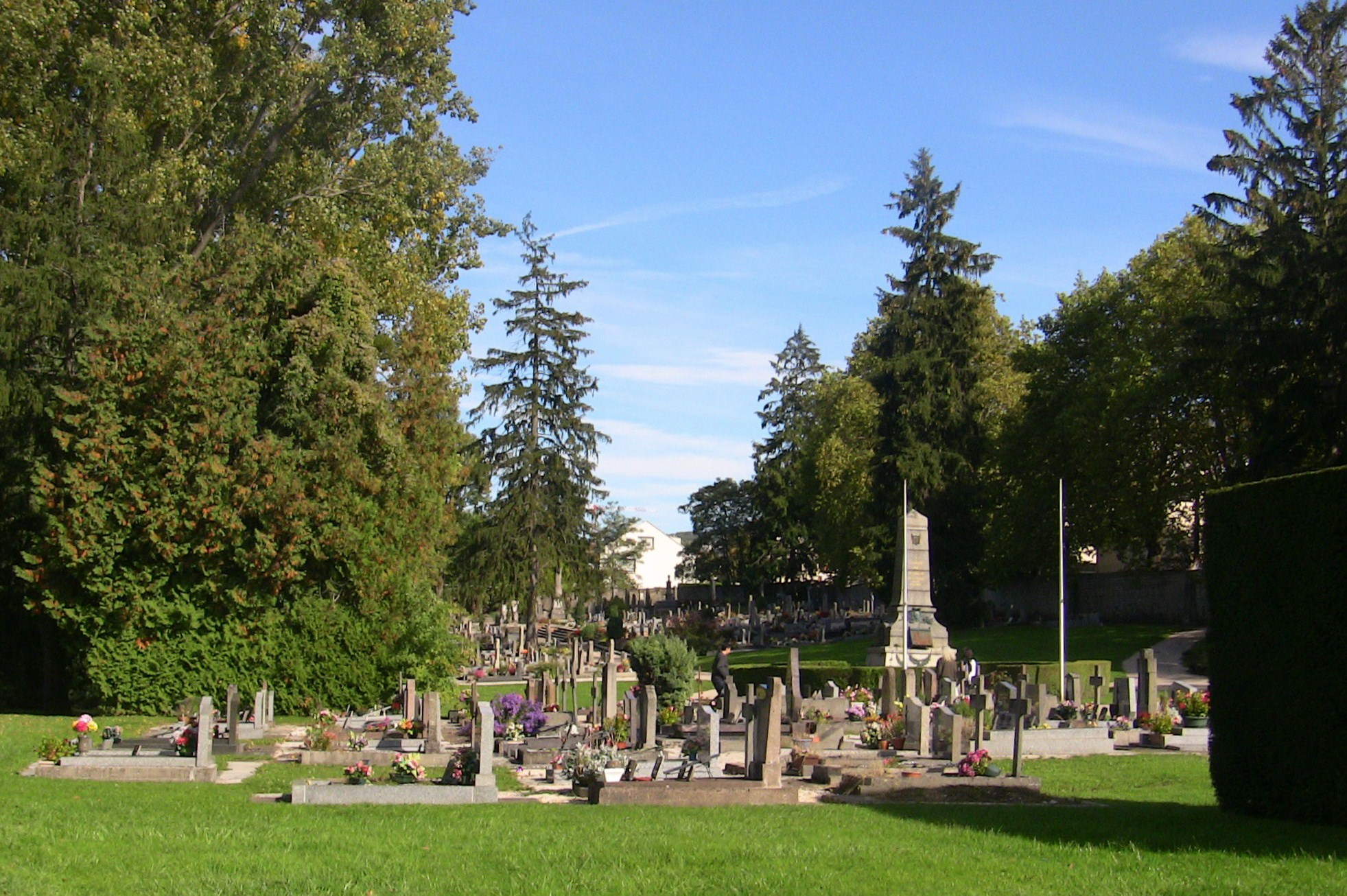
Der Friedhof im Jahr 2010

Der Champs-Bruley-Friedhof ist ein Friedhof in der französischen Stadt Besançon im Département Doubs. Er ist ein kommunaler Friedhof und steht damit allen Anwohnern offen, wird aber traditionell als protestantischer Friedhof genutzt. Eine Reihe bedeutender Persönlichkeiten, wie Jean-François Gigoux, sind hier begraben.

## Geschichte
Der Friedhof wird seit 1793 bis heute (2018) genutzt und ist damit der älteste noch genutzte Friedhof der Stadt. 
Er wurde für alle Einwohner, egal welcher Konfession, eingerichtet. Die noch immer überwiegend katholische Bevölkerung lehnte ihn aber wegen seiner Topographie, Isolation und Abwesenheit der katholischen Kirche schnell ab. 1824 wurde er offiziell in den Friedhof der lutherische Gemeinde umgewandelt. Im Jahre 1881 erfolgte die Umwandlung in einen kommunalen Friedhof; er wird aber immer noch de facto als protestantischer Friedhof genutzt.